# Kanton Aulnay
Aulnay is een voormalig kanton van het Franse departement Charente-Maritime. Het kanton maakte deel uit van het arrondissement Saint-Jean-d'Angély. Het werd opgeheven bij decreet van 27 februari 2014, met uitwerking op 22 maart 2015. Alle gemeenten werden toegevoegd aan het kanton Matha.

## Gemeenten
Het kanton Aulnay omvatte de volgende gemeenten:
- Aulnay (hoofdplaats)
- Blanzay-sur-Boutonne
- Cherbonnières
- Chives
- Contré
- Dampierre-sur-Boutonne
- Les Éduts
- Fontaine-Chalendray
- Le Gicq
- Loiré-sur-Nie
- Néré
- Nuaillé-sur-Boutonne
- Paillé
- Romazières
- Saint-Georges-de-Longuepierre
- Saint-Mandé-sur-Brédoire
- Saint-Martin-de-Juillers
- Saint-Pierre-de-Juillers
- Saleignes
- Seigné
- La Villedieu
- Villemorin
- Villiers-Couture
- Vinax